# Chris Sande
Pour les articles homonymes, voir Sande.
Christian Joseph Sande est un boxeur kenyan né le 10 février 1964.

## Carrière
Il remporte la médaille de bronze des poids moyens (71-75 kg) aux Jeux olympiques d'été de 1988 à Séoul, battu seulement en demi-finale par l'allemand Henry Maske, et partage le podium avec le pakistanais Hussain Shah Syed. 
Son palmarès professionnel est en revanche plus modeste : 19 victoires contre 19 défaites (14 lors de ses 17 derniers combats) et 2 matchs nuls. Il s'est retiré des rings en 2001 sans être parvenu à décrocher une ceinture au niveau international.

## Référence
1. ↑  (en) Résultats des Jeux olympiques 1988 (amateur-boxing.strefa.pl)